# دتینگن ونتر تک
دتینگن ونتر تک (به آلمانی: Dettingen unter Teck) یک شهر در آلمان است که در اسلینگن واقع شده‌است. دتینگن ونتر تک ۵٬۶۴۵ نفر جمعیت دارد.